# End of the Road (Status Quo)
End of the Road è un video in formato VHS pubblicato dal gruppo inglese Status Quo nel 1984.

## Il VHS
Si tratta di un video registrato nel luglio del 1984 presso il Milton Keynes Bowl, per quello che, nelle intenzioni della band, avrebbe dovuto essere l'ultimo concerto della carriera in un momento di grandi conflitti e profonda crisi interna.
Il prodotto ottiene un grandissimo successo commerciale involandosi al primo posto delle classifiche video appena pochi giorni dopo la sua pubblicazione.
Non risultano ristampe in versione DVD.

## Tracce
1. Caroline
2. Roll Over Lay Down
3. Whatever You Want
4. Mystery Medley (Mystery Song – Railroad – Most of the Time – Wild Side of Life – Slow Train)
5. Rockin' All Over the World
6. Dirty Water
7. Roadhouse Blues
8. What You're Proposing
9. Down Down
10. Bye Bye Johnny

## Formazione
- Francis Rossi (chitarra solista, voce)
- Rick Parfitt (chitarra ritmica, voce)
- Andy Bown (tastiere)
- Alan Lancaster (basso, voce)
- Pete Kircher (percussioni)